# گرنی گودنس
گرنی گودنس (به انگلیسی: Granny Goodness) یک شخصیت خیالی شرور بزرگ و الوهیت در کتاب‌های کامیک آمریکایی منتشر شده توسط دی‌سی کامیکس است. شخصیت گرنی گودنس توسط جک کربی خلق شده است که برای اولین بار در شمارهٔ ۲ مستر میراکل (مه ۱۹۷۱) حضور پیدا کرد. او در اصل از بازیگر و کمدین آمریکایی، فیلیس دیلر الگو برداری شده است.

## زندگینامه ساختگی شخصیت
گرنی گودنس زندگی را به عنوان یکی از ساکنین سطح بالای سیارهٔ آپوکالیپس آغاز نکرد و در عوض یکی از پایین‌ترین طبقه خرده‌دهقان‌پیشه وحشی محسوب می‌شد. او از والدینش جدا شده و برای تبدیل شدن به یکی از شکارچیان دارک‌ساید (سربازان خبره) آموزش دید. بخشی از آموزش آنان، به تمرین دادن سگ اختصاص داده می‌شد، و گودنس نام سگ خود را «مرسی» گذاشت. به واسطه تمرینات و مبارزات پی‌درپی، آن دو با یکدیگر پیوند عمیقی خوردند. در آخرین قدم برای آغاز زندگی به عنوان یک شکارچی، به او گفته شد تا حیوان خانگی مورد علاقه‌اش را بکشد. اما در عوض او مربی‌اش که این فرمان را به او داد از بین برد.